# Mitostigma castillonii
Mitostigma castillonii là một loài thực vật có hoa trong họ La bố ma. Loài này được (Lillo) T. Mey. mô tả khoa học đầu tiên năm 1944.